# Kenneth Hlasa
Kenneth Hlasa (geb. 2. März 1955) ist ein ehemaliger lesothischer Langstreckenläufer.
Er trat bei den Olympischen Sommerspielen 1980 in Moskau an im Marathon und im Wettbewerb über 800 m. Den Marathon beendete er nicht, über 800 m schied er in den Vorläufen aus.
2005 wirkte er als Trainer für die Langstreckenläufer von Lesotho.